# ボンバーマンワールド
『ボンバーマンワールド』（BOMBER MAN WORLD）は1992年にアイレムから発売されたアーケードゲーム。ジャンルはアクションゲーム。1991年に同社から発売された『ボンバーマン』の続編。

## ノーマルゲーム

### ノーマルゲームのストーリー
前回の戦いで反省したはずのキングボンバーは、またも悪事を企て、世界中のロボットを狂わせクーデターを起こさせる。キングボンバーが国連ビルを乗っ取って指令を出していることを突き止めたボンバーマン兄弟は、各地のクーデターを鎮めるべく戦いの旅に出る。

### ノーマルゲームのシステム
全6ラウンド、計36ステージ構成(ボーナスステージを除く)。前作同様全ての敵を倒すとステージクリアとなる。また、各ラウンドの最後にはボスキャラが待ち構えている。2人同時(筐体によっては最大4人同時)プレイも可能で途中参加もできる。ただし、ボーナスステージはできないのでボスステージまで待つしかない。
1エリアごとにある「B」「O」「N」「U」「S」のパネルを1つ以上で集めるとボーナスステージに進む。パネルを多く集めれば集めるほど残り時間が長くなり、パワーアップアイテムや得点アイテムを多く手に入ることができる。パネル1枚集めると15秒、パネル2枚集めると30秒、パネル3枚集めると45秒、パネル4枚集めると60秒、パネルをすべて集めると90秒、1つもパネルを集めなければボーナスステージは省かれ、そのままボスステージへ進むことになる。
爆弾の爆風や敵の攻撃を受けたり、画面上方のタイマーが0になるとミスになり、残機数が減る（敵や爆風にやられたときはその場で再スタートだが、タイムオーバー時は最初からやり直しになる）。ただし、ボーナスステージは爆弾の爆風や敵の攻撃あるいはタイマーが0になっても残機は減らないが、ミスしてもボスステージに進むことができる。残機がないときにミスするとゲームオーバー。クレジットがあればコンティニューも可能

### ワールド構成
構成ワールドは世界中の大陸であり、登場する敵キャラは皆ロボットという設定になっている（オープニングのストーリー説明より）。前述のとおり、各ワールドの最後にはボスキャラがいる。
WORLD1（日本）
城下町が舞台となっており、破壊不可能なブロック（以下「ハードブロック」）は土蔵の、破壊可能なブロック（以下「ソフトブロック」）は木桶の形をしている。敵はお化け、忍者、ニワトリ。
- お化けは最も弱く、道なりに動くだけ。集団で出てくることが多い。
- 忍者は桶に変身して隠れる習性がある。この時は爆弾の爆風を防いでしまうが、一定時間が経つか爆風を当てれば正体を現して倒せるようになる。
- ニワトリはボンバーマンを見つけると猛スピードで突進してくる。また倒すと一定時間フライドチキン（ローストチキン?）になり、取るとボーナス点となる。これは点滅して消える寸前に取ると得点が高くなる。
- ボスは脚の生えた目玉のような敵。子分が連なってムカデのような形になっているが、爆風を当てるとバラバラになって動き始める。

WORLD2（アフリカ）
サハラ砂漠が舞台で、ハードブロックはピラミッドの、ソフトブロックは植物の形をしている。敵はペンギンのような姿の赤い敵、カニ、幽霊。
- 赤い敵は爆弾に触れるとスコップで砂をかけ、火力を最小にしてしまう。
- カニは爆弾から逃げる習性がある。
- 幽霊は動きが遅いが、ソフトブロックをすり抜けるうえにボンバーマンを見つけると向かってくる。重なっているブロックを破壊しても倒せるが、その場合は無得点になる。また爆弾を見るとカニと同じように逃げる。
- ボスはサングラスをかけた太陽のような敵。周囲に子供を回転させながらランダムに動き、時おり子供を8方向に飛ばしてくる。

WORLD3（南米）
アンデスが舞台で、ハードブロックは山の、ソフトブロックは切り株の形をしている。敵はどれもエイリアンを思わせる姿。
- カメレオンのような紫色の敵は、爆弾に触れると「ぺろっ」と言って食べてしまい、しばらく走ったあと自爆する。爆弾を食べた状態で倒すと高得点だが、自爆すると無得点になってしまう。
- 人形のような敵は、ボンバーマンを見ると執拗に追いかける。やられると「うえーん」と、泣くような声を上げる。
- 爆弾のような形の球状の敵は、ボンバーマンが近づくと爆弾を仕掛けて逃げる習性がある。この爆弾で倒した敵は無得点になってしまう。前作の同じ姿の敵と違ってバリアを張らないため、自滅することも多い。
- ボスは四方に「16t」と書かれた鉄球のついた気味の悪い顔。ボンバーマンを追いかけるように数回ジャンプしたあと、鉄球のついた鎖を伸縮させて攻撃する。

WORLD4（極地方）
画面上ではグリーンランドが舞台となっている。一面氷に覆われているが、水色の氷がソフトブロックになっている。敵は雪だるまと黄色い球状の敵。またWORLD3の人形が再登場する。氷の上でもボンバーマンの操作性は同じで床が滑ったりはしない。
- 雪だるまは一定時間ごとに冷気を吐いてソフトブロックを作り出す。狭い場所に閉じ込められてブロックを作れなくなったときは、そこから解放された直後にブロックを作る。
- 球状の敵は一定のリズムで「ゴロゴロ」と言って脚部を格納し、完全な球形になって猛スピードで転がりはじめる。この間は爆風を受け付けず、「超無敵」時の体当たりでないと倒せない。
- ボスはひとつ目の魔術師のような怪物。ステージ内を動き回りながら、耐久力のある子分を生み出す。

WORLD5（ユーラシア）
ヒマラヤが舞台となっており、ハードブロックは岩山の、ソフトブロックは石塁の形をしている。敵はマントを被った原人と怪獣。またWORLD1のお化けが再登場する。
- 原人は3回爆風を当てないと倒せず、爆風を当てるごとにスピードが上がる。ただし道なりに動くだけで爆弾にも反応しない。1回目でドクロの仮面が脱げ、2回目でマントが脱げて裸になり、「オーノー！」と叫んで走り回る。
- 怪獣は『ポンキッキ』のムックのような姿にガチャピンのような顔付きをしている。普段は大人しいがボンバーマンを見付けると「がおー」と叫びながら炎を吐いてくる強敵である。爆弾を見ると逃げる。
- ボスは派手な模様のお面（盾?）のような顔だけの敵。部屋の端で反射しながら動き、時おり3方向にリング状の弾を飛ばす。

WORLD6（北米）
ニューヨークが舞台。背景はキングボンバーの待つ国連ビルと思しき建物の内部で、縞模様の箱がソフトブロックになっている。敵は今までのワールドのものが総登場する。ただし忍者や雪だるまなど、登場しない敵もいる。
- ボスは宿敵キングボンバー。ダメージの度合いにより、3つの攻撃形態を駆使して襲ってくる。

WORLD1～5のボスとは音楽が異なる。また，このワールドのボスの制限時間は120秒ではなく180秒である。

## バトルゲーム

### バトルゲームのストーリー
西暦2092年、「ロボットバトル戦」が人々から絶大な人気を集めていた。第2回ワールドチャンピオンの座を巡って、勇者たちは戦いを繰り広げる。

### バトルゲームのシステム
プレイヤーvsコンピュータで対戦。相手（コンピュータ操作）のボンバーマンを爆風で当てて倒し、相手チームを全滅させれば勝ち。今回は1人プレイでもコンピュータとの対戦ができる。
対戦に負けると残機数が減り、残機がないときに負けるとゲームオーバー。一戦ごとに参加受付画面となり、クレジットがあれば途中参加やコンティニューも可能。

## パワーアップアイテム
特定のソフトブロックを壊すことで出現。取るとボンバーマンをパワーアップさせることができる。なお今作は、爆弾設置可能数や火力などの基本能力も、そのステージ内のみで有効。次のステージでは能力が初期状態に戻される。
爆弾数UP
爆弾が描かれたアイテム。設置できる爆弾の数が1つ増える。
火力UP
笑い顔の火の玉が描かれたアイテム。爆風の長さが1ブロック分伸びる。
スピードUP
靴が描かれたアイテム。ボンバーマンの移動スピードが1段階上昇する。
1UP
ボンバーマンが描かれたアイテム。残り人数が増える。最大6まで。
爆弾数最大
爆弾が3つ描かれたアイテム。設置できる爆弾の数が最大になる。
火力最大
火の玉が3つ描かれたアイテム。爆風の長さが最大になる。
スピード最大
靴が2つ描かれたアイテム。ボンバーマンの移動スピードが最大になる。
分裂爆弾
つり目の火の玉が描かれたアイテム。壁にあてると爆風が跳ね返る。回数制となっており（アイテム1個につき5発補充）、残り個数が0になると通常の爆弾に戻る。ただし使い切らなければ次のステージに持ち越すことができる。
リモコン
スイッチが描かれたアイテム。設置した爆弾をBボタンでいつでも爆破できる。分裂爆弾と同じく回数制となっており、次のステージに持ち越すこともできる。
なおこれらの特殊爆弾は、使い切る前に別のものを取ると、残っていた爆弾も最後に取ったものに変化する（例えばリモコン爆弾が2発残った状態で分裂爆弾のアイテムを取ると、分裂爆弾7発になる）。
タイムストップ
時計が描かれたアイテム。一定時間、敵とタイマーが停止する。
無敵
チャンピオンベルトが描かれたアイテム。ボンバーマンが白く光り、8秒間爆風や敵の攻撃をすり抜けられる。
超無敵
メダルが描かれたアイテム。ボンバーマンが炎に包まれ、上記の無敵の効果に加え体当たりで敵を倒すことができる。
どくろ（ドクロパネル）
取ってしまうと16秒間火力最低、爆弾設置不能など様々なマイナス効果が表れるアイテム。インストラクションカードには「バトルゲームにしか出現しない」とあるが、ノーマルゲームのボーナスステージでも出現する。

## 備考
同名のソフトが1998年1月29日にハドソンから発売されたが全く関連がない。